# 1678

## Esdeveniments
Països Catalans
Resta del món
- Publicació de The Pilgrim's Progress, de John Bunyan.
- Guerra entre Suècia i Rússia.
- 10 d'agost - Nimega (Països Baixos): Tractat de Nimega (1678).

## Naixements
- 2 de febrer, Nuremberg: Dorothea Maria Graff, pintora naturalista alemanya (m. 1743).[1]
- 4 de març, Venècia, República de Venècia): Antonio Vivaldi, compositor italià (m. 1741)[2]
- 7 de març, Messina, Regne de Sicília: Filippo Juvarra, arquitecte italià
- 3 de maig, Tenerife, Espanya: Amaro Pargo, corsari espanyol
- 16 d'octubre, Zuric: Anna Waser, dibuixant, pintora i gravadora suïssa del Barroc (m. 1714).[3]
- La Haia, 1678: Coenraet Roepel, pintor barroc dels Països Baixos especialitzat en la pintura de flors i natures mortes
- Anvers: Karel Breydel, pintor flamenc del barroc especialitzat en pintura de batalles, càrregues de cavalleria i paisatges

## Necrològiques
- 16 de gener - París: Madeleine de Sablé, escriptora, filòsofa i salonnière francesa (n. 1599).[4]
- 4 de maig - Wiuwert, Frísia: Anna Maria van Schurman, pintora, gravadora, poeta i erudita germanoholandesa (n. 1607).[5]
- 12 d'octubre - Hengyang, Hunan, Xina: Wu Sangui, general dinastia Ming (n. 1612).

- Gillis van Tilborgh, pintor barroc flamenc actiu a Brussel·les.